# J'ai tué Jimmy Hoffa
J'ai tué Jimmy Hoffa ou The Irishman (titre original en anglais : I Heard You Paint Houses: Frank The Irishman Sheeran and the Inside Story of the Mafia, the Teamsters, and the Final Ride by Jimmy Hoffa) est un livre écrit par Charles Brandt et publié en 2004 à partir des confessions du syndicaliste Frank Sheeran, longtemps soupçonné de liens avec la mafia italo-américaine. 

## Récit
Le récit revient sur la vie de Frank Sheeran, surnommé « The Irishman » (« l'Irlandais ») au sortir de la Seconde Guerre mondiale au cours de laquelle il a servi jusqu'à la fin du conflit. Il est articulé autour des entretiens accordés par Frank Sheeran à Charles Brandt, au cours desquels Sheeran se livre à plusieurs confessions. Syndicaliste dans la puissante organisation des Teamsters, Sheeran a longtemps été soupçonné d'entretenir des liens étroits avec la mafia italo-américaine et de servir en qualité d'homme de main. Au cours des entretiens, Sheeran confesse plusieurs assassinats, et notamment ceux de Jimmy Hoffa et Joe Gallo. La véracité de ces confessions n'est pas établie, ce qui fait du livre un sujet de débat entre historiens de la mafia. Quoique le contenu de certaines confessions puisse être sujet à débat, le récit détaille néanmoins avec précision le tissu sociologique de la mafia italo-américaine.

## Éditions et adaptations
Le livre a été traduit en français et publié sous le titre J'ai tué Jimmy Hoffa : La vérité sur l'assassinat le plus célèbre de l'histoire de la mafia américaine aux éditions Le Masque en janvier 2019 (réédition en octobre 2019) et sous le titre The Irishman en poche aux éditions 10/18.
Ce livre a été adapté au cinéma par Martin Scorsese dans le film The Irishman,.